# Isabella di Trastámara
Isabella di Trastámara o Isabella d'Aragona e Castiglia (in catalano: Isabel d'Aragó i de Castella, in castigliano: Isabel de Aragón y Castilla o Isabel de Trastámara y Trastámara; Dueñas, 2 ottobre 1470 – Saragozza, 23 agosto 1498) fu consorte dell'erede al trono del Portogallo dal 1490 al 1491, poi principessa delle Asturie e principessa di Girona e regina consorte del Portogallo dal 1497 al 1498.

## Origine familiare
Discendente dal casato di Trastámara, era la figlia primogenita del re di Sicilia ed erede al trono della corona d'Aragona e futuro re di Alta Navarra, Ferdinando II (unico figlio maschio nato dal duca di Peñafiel, re di Navarra e re della corona d'Aragona, Giovanni II e dalla sua seconda moglie Giovanna Enríquez, figlia dell'ammiraglio di Castiglia, signore di Medina de Rioseco e Conte di Melgar, Federico Enriquez) e dell'erede al trono di Castiglia e León, Isabella, figlia del re di Castiglia e León, Giovanni II e di Isabella del Portogallo, figlia di don Giovanni d'Aviz (figlio del re del Portogallo, Giovanni I del Portogallo e di sua moglie, Filippa di Lancaster), e di Isabella di Braganza, figlia del duca di Braganza, Alfonso, e di Beatriz Pereira de Alvim, l'unica figlia di Nuno Álvares Pereira, conestabile del regno e conte di Arraiolos, Barcelos e Ourém.

## Infanzia
Venne chiamata Isabella in onore della nonna materna, 
Isabella del Portogallo.
Era una bambina dall'animo umile, ubbidiente e profondamente religiosa, per questo motivo fu la figlia prediletta dalla madre. Anzi, la regina la proponeva come modello da seguire all'altra sua figlia Giovanna, ribelle e umorale.
All'età di 10 anni, la piccola Isabella venne fidanzata all'erede al trono Alfonso d'Aviz e inviata in un convento per essere educata al suo futuro ruolo da regina.

## Matrimoni
Il 20 novembre 1490 furono celebrate le nozze per procura a Siviglia. Due giorni dopo gli sposi si incontrarono a Lisbona. Al momento delle nozze, Isabella aveva appena compiuto vent'anni, mentre il principe Alfonso ne aveva appena 15. Nel Luglio dell’anno successivo il principe cadde da cavallo rendendo Isabella vedova a pochi mesi dalle nozze.
Con la morte di Alfonso, il padre, Giovanni II del Portogallo rimase senza eredi legittimi ma aveva avuto un figlio da Anna de Mendonça, una delle dame di compagnia della sua matrigna, Giovanna, la Beltraneja: Giorgio di Lencastre (1481-1550).
Giovanni cercò di legittimare il figlio per poter avere un successore, ma la regina Eleonora di Viseu si oppose molto tenacemente ed obbligò il marito ad una soluzione di compromesso: l'erede al trono sarebbe stato il fratello minore di lei, Emanuele, nonché zio del defunto Alfonso.
 Emanuele, desiderava ardentemente sposare l’infanta. Si era invaghito di lei fin da quando giocavano insieme nel monastero in cui Isabella era stata mandata da bambina. Aveva inoltre conservato la sciarpa rossa che la principessa gli aveva donato dopo la vittoria riportata in un torneo combattuto in suo onore.  Isabella, però, traumatizzata dagli avvenimenti, era rientrata in Castiglia con l’intenzione di ritirarsi in convento, e rifiutava il matrimonio.
Emanuele - che nel frattempo era succeduto al trono del Portogallo con il nome di Manuele I - insistette per sette anni, finché riuscì a vincere la ritrosia della principessa Isabella e sposarla nel settembre 1497.

## Erede al trono
Lo stesso anno delle nozze, l'erede al trono di Castiglia e Aragona, l'infante malaticcio Giovanni, fratello di Isabella, morì. Per la sorella maggiore, già regina del Portogallo, si apriva quindi la successione ai troni dei genitori. Nella primavera del 1498, Isabella ed Emanuele si recarono a Toledo dove le cortes castigliane, riunite nella cattedrale, giurarono fedeltà ai nuovi eredi al trono.
Più complicato fu l'assenso delle cortes aragonesi riunite a Saragozza: la corona d'Aragona infatti era sempre e soltanto passata ai figli maschi. Isabella però era incinta, quindi si decise di rinviare eventualmente la discussione dopo la nascita del bambino.

## Discendenza e morte
Isabella trascorse la gravidanza a Saragozza, spaventatissima e preda di attacchi isterici che rivolgeva furiosamente anche alla madre che cercava di tranquillizzarla: la ragazza infatti era convinta di non sopravvivere al parto - cosa che poi effettivamente si verificò - e addirittura scrisse una lettera di addio al marito.
Il 23 agosto, alla presenza degli altri dignitari di corte, come era d'uso per la nascita di un erede al trono, Isabella diede alla luce un bambino e, un'ora dopo, spirò. Venne seppellita nella chiesa di Santa Isabella a Toledo.
Al piccolo erede al trono fu messo nome Michele della Pace ma morì nel 1500 lasciando erede la sorella di Isabella, Giovanna la Pazza.

## Ascendenza
|                          |                         |                                      | Genitori                                   |  |  | Nonni |  |  | Bisnonni                |  |  | Trisnonni               |  |
|                          |                         |                                      |                                            |  |  |       |  |  | Ferdinando I di Aragona |  |  | Giovanni I di Castiglia |  |
|                          |                         |                                      |                                            |  |  |       |  |  | Ferdinando I di Aragona |  |  | Giovanni I di Castiglia |  |
|                          |                         | Leonor d'Aragona                     |                                            |  |  |       |  |  | Ferdinando I di Aragona |  |  |                         |  |
| Giovanni II d'Aragona    |                         |                                      |                                            |  |  |       |  |  | Ferdinando I di Aragona |  |  |                         |  |
|                          |                         | Eleonora d'Alburquerque              | Sancho d'Alburquerque                      |  |  |       |  |  |                         |  |  |                         |  |
|                          |                         | Eleonora d'Alburquerque              | Sancho d'Alburquerque                      |  |  |       |  |  |                         |  |  |                         |  |
|                          |                         | Eleonora d'Alburquerque              | Beatriz del Portogallo                     |  |  |       |  |  |                         |  |  |                         |  |
| Ferdinando II d'Aragona  |                         | Eleonora d'Alburquerque              |                                            |  |  |       |  |  |                         |  |  |                         |  |
|                          |                         | Federico Enríquez de Mendoza         | Alonzo Enriquez                            |  |  |       |  |  |                         |  |  |                         |  |
|                          |                         | Federico Enríquez de Mendoza         | Alonzo Enriquez                            |  |  |       |  |  |                         |  |  |                         |  |
|                          |                         | Federico Enríquez de Mendoza         | Juana Gonzalez                             |  |  |       |  |  |                         |  |  |                         |  |
| Giovanna Enríquez        |                         | Federico Enríquez de Mendoza         |                                            |  |  |       |  |  |                         |  |  |                         |  |
|                          |                         | Mariana Fernández de Córdoba y Ayala | Diego Fernandez de Cordova                 |  |  |       |  |  |                         |  |  |                         |  |
|                          |                         | Mariana Fernández de Córdoba y Ayala | Diego Fernandez de Cordova                 |  |  |       |  |  |                         |  |  |                         |  |
|                          |                         | Mariana Fernández de Córdoba y Ayala | Inez de Toledo                             |  |  |       |  |  |                         |  |  |                         |  |
| Isabella di Trastámara   |                         | Mariana Fernández de Córdoba y Ayala |                                            |  |  |       |  |  |                         |  |  |                         |  |
|                          | Enrico III di Castiglia | Giovanni I di Castiglia              |                                            |  |  |       |  |  |                         |  |  |                         |  |
|                          | Enrico III di Castiglia | Giovanni I di Castiglia              |                                            |  |  |       |  |  |                         |  |  |                         |  |
|                          | Enrico III di Castiglia | Leonor d'Aragona                     |                                            |  |  |       |  |  |                         |  |  |                         |  |
| Giovanni II di Castiglia | Enrico III di Castiglia |                                      |                                            |  |  |       |  |  |                         |  |  |                         |  |
|                          |                         | Caterina di Lancaster                | Giovanni Plantageneto, I duca di Lancaster |  |  |       |  |  |                         |  |  |                         |  |
|                          |                         | Caterina di Lancaster                | Giovanni Plantageneto, I duca di Lancaster |  |  |       |  |  |                         |  |  |                         |  |
|                          |                         | Caterina di Lancaster                | Constanza di Castiglia                     |  |  |       |  |  |                         |  |  |                         |  |
| Isabella di Castiglia    |                         | Caterina di Lancaster                |                                            |  |  |       |  |  |                         |  |  |                         |  |
|                          |                         | Giovanni d'Aviz                      | Giovanni I del Portogallo                  |  |  |       |  |  |                         |  |  |                         |  |
|                          |                         | Giovanni d'Aviz                      | Giovanni I del Portogallo                  |  |  |       |  |  |                         |  |  |                         |  |
|                          |                         | Giovanni d'Aviz                      | Filippa di Lancaster                       |  |  |       |  |  |                         |  |  |                         |  |
| Isabella del Portogallo  |                         | Giovanni d'Aviz                      |                                            |  |  |       |  |  |                         |  |  |                         |  |
|                          |                         | Isabella di Braganza                 | Alfonso I di Braganza                      |  |  |       |  |  |                         |  |  |                         |  |
|                          |                         | Isabella di Braganza                 | Alfonso I di Braganza                      |  |  |       |  |  |                         |  |  |                         |  |
|                          |                         | Isabella di Braganza                 | Beatriz Pereira de Alvim                   |  |  |       |  |  |                         |  |  |                         |  |
|                          |                         | Isabella di Braganza                 |                                            |  |  |       |  |  |                         |  |  |                         |  |